# Jesús Valbuena
Jesús Valbuena (28 luglio 1969) è un ex calciatore venezuelano, di ruolo centrocampista.